# ペイロード・アシスト・モジュール

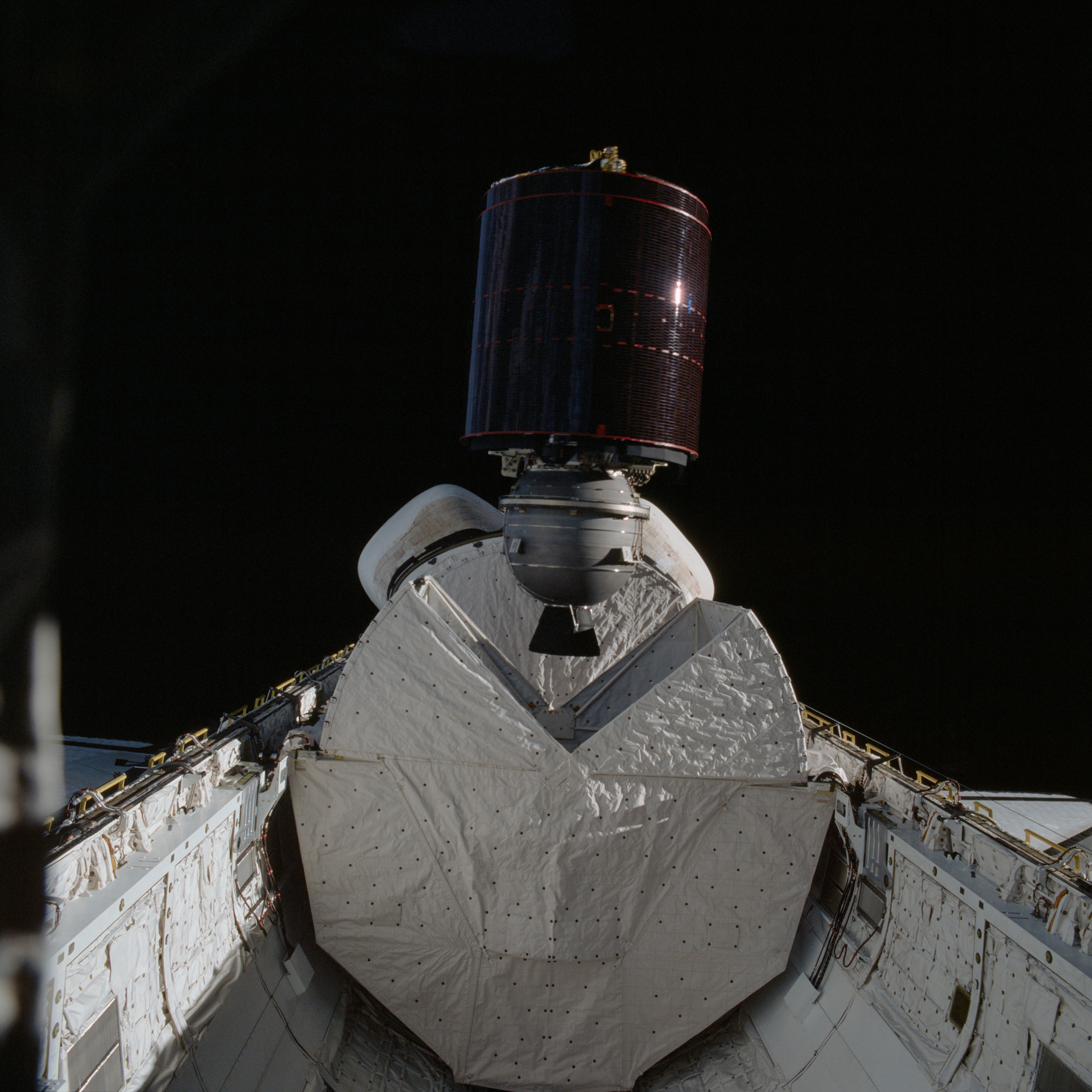
スペースシャトル貨物室内部に搭載されたSBS-3衛星とPAM-Dステージ

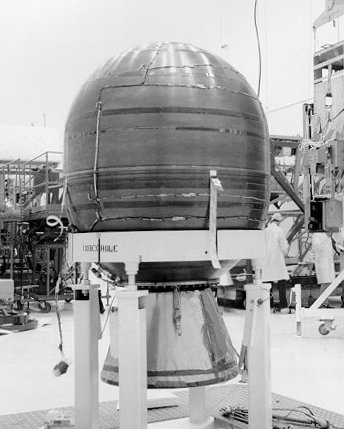
組み立て中のPAM-D 上段ロケット

ペイロード・アシスト・モジュール（英：Payload Assist Module, PAM）とは、アメリカのモジュール化された上段ロケットであり、チオコール社(現在のATKランチ・システムズ・グループ)のスターシリーズの固体燃料ロケットを使用し、スペースシャトル、デルタロケット、タイタンロケットの上段ロケットとして利用された。PAMは人工衛星を低軌道から静止トランスファ軌道まで運ぶのに使われたり、探査機を惑星間航行コースに投入するのに使われた。シャトルからの打ち上げ時には、ペイロードはPAMを載せたターンテーブルによって放出前に回転を加えられスピン安定させていた。
スペースシャトルのために独自に開発されていたほか、次の4種類のPAMが開発された。
- PAM-A (アトラス 級)、アトラスとシャトル用に開発していたが、開発は中止された。4,400ポンドまでの衛星打ち上げに対応する予定だった。
- PAM-D (デルタ 級)、 スター48固体燃料ロケットモーターを使用。2,750ポンドまでの衛星打ち上げに対応。
- PAM-D2 (デルタ級)、 スター63ロケットモーターを使用。4,150ポンドまでの衛星打ち上げに対応。
- PAM-S (スペシャル)、 宇宙探査機であるユリシーズのキックモーターとして開発

PAM-Dモジュールはデルタ IIロケットの三段目として開発され、現在に至るまで継続して使用されている、唯一の派生型である。
PAM-Sは、1990年10月6日にスペースシャトル・ディスカバリーのSTS-41ミッションでユリシーズを打ち上げるために、IUS噴射後のキックモータとして使われた。Sバージョンは、これが唯一の使用である。

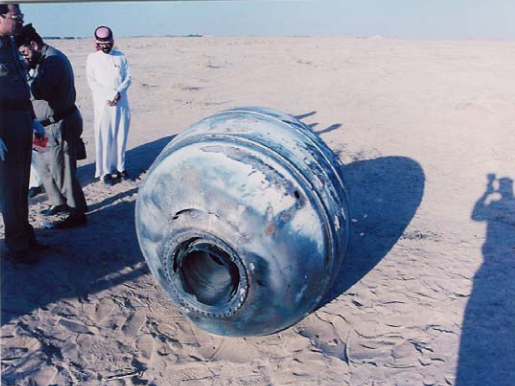
落下したPAM-Dステージ

1993年にUSA-91GPS衛星の打上げに使用されたPAM-Dステージが、急激な軌道減衰を経て2001年1月12日に人気のないサウジアラビアの砂漠地帯に落下した。落下物は地上で確認された。